# Dörfles (Gemeinde Ernstbrunn)
Dörfles ist eine Ortschaft und eine Katastralgemeinde der Gemeinde Ernstbrunn im Bezirk Korneuburg in Niederösterreich. Die Ortschaft hat 125 Einwohner (1. Jänner 2024).

## Geografie
Das Dorf befindet sich nördlich von Ernstbrunn und nördlich der Mistelbacher Straße, von der die Landesstraße L3087 abzweigt und durch den Ort führt. Dörfles wird vom Taschlbach durchflossen.

## Siedlungsentwicklung
Zum Jahreswechsel 1979/1980 befanden sich in der Katastralgemeinde 77 Bauflächen auf insgesamt 42243 m² und 79 Gärten auf 118419 m², 1989/1990 waren es bereits 79 Bauflächen. 1999/2000 war die Zahl der Bauflächen auf 126 angewachsen und 2009/2010 waren es 90 Gebäude auf 206 Bauflächen.

## Geschichte
Im Jahr 1822 wurde der Ort als Dorf mit 27 Häusern genannt, das nach Ernstbrunn eingepfarrt war, wohin auch die Kinder eingeschult wurden. Die Herrschaft Ernstbrunn besaß die Ortsobrigkeit, übte die Landgerichtsbarkeit aus, besorgte die Konskription und hatte die Grundherrschaft inne. Laut Adressbuch von Österreich waren im Jahr 1938 in Dörfles ein Gärtner, zwei Gastwirte und ein Tischler ansässig.

## Landwirtschaft
Die Katastralgemeinde ist landwirtschaftlich geprägt. 91 Hektar wurden zum Jahreswechsel 1979/1980 landwirtschaftlich genutzt, auf 0,2 Hektar wurde Weinbau betrieben und 74 Hektar waren forstwirtschaftlich geführte Waldflächen. 1999/2000 wurde auf 95 Hektar Landwirtschaft betrieben und 74 Hektar waren als forstwirtschaftlich genutzte Flächen ausgewiesen. Ende 2018 waren 85 Hektar als landwirtschaftliche Flächen genutzt und Forstwirtschaft wurde auf 74 Hektar betrieben. Wein wird nicht mehr ausgebaut. Die durchschnittliche Bodenklimazahl von Dörfles beträgt 44,1 (Stand 2010).

## Sehenswürdigkeiten
- Wildpark Ernstbrunn